# Noor Alam
Noor Alam (geboren am 5. Dezember 1929 in Talagang, Chakwal; gestorben am 30. Juni 2003) war ein pakistanischer Hockeyspieler. Der Stürmer der pakistanischen Nationalmannschaft nahm zweimal an Olympischen Spielen teil und gewann je einmal Gold und Silber.

## Sportliche Karriere
Noor Alam nahm 1956 in Melbourne erstmals an Olympischen Spielen teil. Die pakistanische Mannschaft gewann ihre Vorrundengruppe und bezwang im Halbfinale die britische Mannschaft mit 3:2. Im Finale gewann die indische Mannschaft mit 1:0. Dies war die sechste olympische Hockey-Goldmedaille für Indien in Folge. Für Pakistan war es die erste olympische Medaille überhaupt.
1958 bezwang Pakistan die indische Mannschaft im Finale der Asienspiele in Tokio. Zwei Jahre später bei den Olympischen Spielen 1960 in Rom gewann Pakistan seine Vorrundengruppe und besiegte im Viertelfinale die deutsche Mannschaft. Nach einem 1:0-Halbfinalsieg über die Spanier gewannen die Pakistaner im Finale mit 1:0 gegen Indien. Noor Alam war in diesem Spiel der Vorbereiter des einzigen, von Nasir Ahmad erzielten, Treffers. 1962 gewann Pakistan erneut bei den Asienspielen und wie 1958 war im Finale Indien der Gegner. 
Insgesamt spielte Noor Alam in 42 Länderspielen für Pakistan und erzielte acht Treffer.